# Abschnittsbefestigung Kalmusfels
Die Abschnittsbefestigung Kalmusfels ist eine abgegangene vor- und frühgeschichtliche Befestigungsanlage auf einem in ein Trockental ragenden Bergsporn, dem sogenannten Kalmusfelsen. Sie liegt etwa 1050 Meter südöstlich der ehemaligen Wehrkirche Sankt Veit in der oberpfälzischen Gemeinde Illschwang in Bayern, Deutschland. Über diese Abschnittsbefestigung sind keine geschichtlichen Informationen bekannt, erhalten hat sich von der Anlage nur ein einfaches Wall-Graben-System, die Stelle ist als Bodendenkmal geschützt. 
Das vom Bayerischen Landesamt für Denkmalpflege als „Abschnittsbefestigung vor- und frühgeschichtlicher Zeitstellung“ erfasste Bodendenkmal trägt die Denkmalnummer D-3-6536-0042.

## Beschreibung

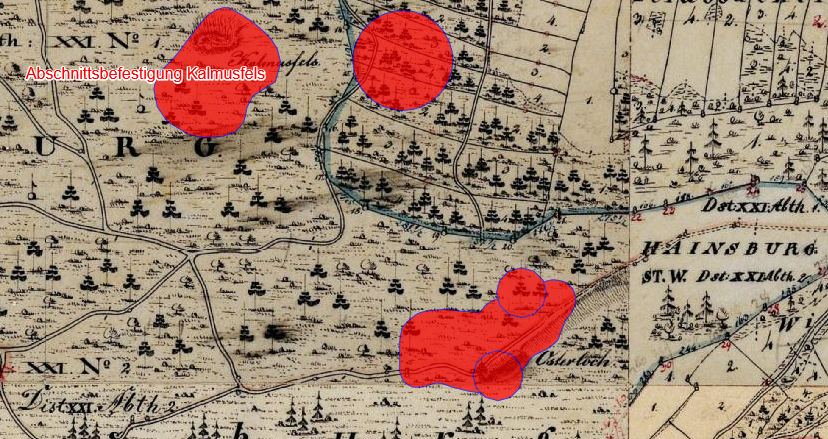
Lageplan von Abschnittsbefestigung Kalmusfels auf dem Urkataster von Bayern

Die Abschnittsbefestigung (Höhenburg) liegt auf einer nach Nordosten in ein Trockental ragenden 525 m ü. NN hohen Bergzunge. Von der angrenzenden Hochfläche wird sie durch einen gerade verlaufenden Abschnittswall abgeriegelt, der sich von der steil abfallenden westlichen zur östlichen Hangkante entlangzieht und dem ein Graben vorgelagert war. Dieser Wallgraben ist stark verflacht, misst von der Grabensohle bis zum Wallkamm nur noch einen halben Meter und ist noch zwei Meter breit. Wo sich der frühere Zugang zur Anlage befand ist unklar, der Wall wird in der Mitte von einem Wanderweg durchbrochen, der zum Aussichtspunkt auf dem Kalmusfelsen führt.
Die so abgetrennte ebene Fläche ist 75 Meter lang und fällt nach Westen und Osten steil ab; nach Norden wird sie von mehreren Meter senkrecht abfallenden Felswände begrenzt.